# Wham Rap! (Enjoy What You Do)
Wham Rap! (Enjoy What You Do) è il primo singolo del duo pop britannico Wham!, pubblicato nel 1982 e che verrà inserito nel loro album d'esordio Fantastic più di un anno dopo.
Il brano è stato scritto dai due componenti del gruppo, ossia George Michael e Andrew Ridgeley.
Nel settembre 2017 la versione del 1986 del brano è stata utilizzata per la campagna pubblicitaria della catena H&M.

## Tracce
- 7"

1. Wham Rap! - 3:30
2. Wham Rap! (Club Mix) (a.k.a Special Club Re-Mix, edited version of the 12" 'Social Mix') - 4:02

## Classifiche
| Classifica (1983) | Posizione massima |
| ----------------- | ----------------- |
| Australia         | 9                 |
| Belgio (Fiandre)  | 12                |
| Germania          | 17                |
| Irlanda           | 13                |
| Nuova Zelanda     | 18                |
| Paesi Bassi       | 9                 |
| Regno Unito       | 8                 |